# Донецкий лицей с усиленной военно-физической подготовкой
Донецкий Военный Лицей (ранее Республиканский лицей с усиленной военно-физической подготовкой и Донецкий лицей с углубленной военно-физической подготовкой имени Г. Т. Берегового (укр. Донецький ліцей з посиленою військово-фізичною підготовкою імені Г. Т. Берегового) — среднее общеобразовательное учебно-воспитательное заведение нового типа[уточнить] с военно-профессиональным направлением обучения и воспитания, расположенное в городе Донецк. Право на поступление в лицей имеют юноши, которые закончили 9 классов средней общеобразовательной школы, пригодны по состоянию здоровья обучаться в лицее и сдали вступительные экзамены.

## История
15 мая 1993 года на основании Постановления Кабинета Министров Украины от 19 августа 1992 года на базе Донецкого высшего военно-политического училища инженерных войск и войск связи им. Епишева создан Донецкий лицей с усиленной военно-физической подготовкой.
Первым начальником лицея, стал последний начальник ДВВПУ, полковник Виктор Николаевич Тимченко. С 1993 по 2000 год лицей был с трех годичной формой обучения. В 1997 году новым начальником лицея стал заместитель начальника лицея по воспитательной работе полковник Вишневский Петр Ростиславович. В 2000 году состоялся 5-й выпуск лицея, это был последний выпуск в лицее с трёхгодичной формой обучения, после этого и по настоящее время в лицее существует двух годичная форма обучения.
За два десятилетия учебное учреждение окончили 2793 выпускника, более 1000 из них в данный момент несут службу на офицерских должностях в различных силовых структурах Украины.
Воспитанники лицея постоянно принимали участие во всеукраинской и областной спартакиадах среди допризывной молодежи, где занимали призовые места. Кроме того, личный состав активно участвовал в районных, городских и областных мероприятиях, посвященных Дню Победы, Дню освобождения Донбасса от немецко-фашистских захватчиков, Дню защитника Отечества и многих других. На территории лицея находится мемориал выпускникам и сотрудникам Донецкого ВВПУ, погибшим при исполнении воинского долга.
Распоряжением Кабинета Министров Украины от 1 февраля 2012 года № 55-р лицею присвоено имя лётчика-космонавта Георгия Тимофеевича Берегового. 